# Johan Magnus Almqvist
Johan Magnus Almqvist, född 6 september 1799 i Stockholm, död 9 oktober 1873 i Skärstads församling, Jönköpings län, var en svensk präst, teolog och riksdagsman.

## Biografi
Almqvist studerade teologi i Uppsala och Lund och blev 1830 kyrkoherde i Skärstads pastorat nära Jönköping. Åren 1844–1866 var han kontraktsprost och riksdagsman. Som politiker var han liberal och tillhörde oppositionspartiet inom prästbeståndet gentemot dess konservativa majoritet. Ifråga om strafflagen, arvsrätten, läroverken m. m. tillhörde han reformvännerna och röstade vid 1865 års riksdag för representationsförslaget. Han verkade även för nykterhetssaken.
I polemik med Peter Wieselgren (1827) angående kyrkans bekännelseskrifter hävdade Almqvist "bibeltrohet" gentemot "bekännelsetrohet", och denna bibelkristendom förblev hans program under många kyrkliga strider angående kyrkoförfattningen, ny kyrkohandbok m. m., då han avvisade såväl kyrkoteologin från Lund som de frikyrkliga väckelserörelserna.
Almqvist var också författare av teologiska verk och blev ledamot av Nordstjärneorden 1862.
Han var bror till Ludvig Teodor Almqvist och son till Sven Johan Almqvist.